# St. Petersburg Ladies' Trophy 2017
St. Petersburg Ladies' Trophy 2017 — професійний тенісний турнір, що проходив на закритих кортах з твердим покриттям. Це був 8-й за ліком турнір. Належав до категорії Premier у рамках Туру WTA 2017. Відбувся в Санкт-Петербурзі (Росія). Тривав з 30 січня до 5 лютого 2017 року.

## Нарахування очок
| Дисципліна       | П   | Ф   | ПФ  | ЧФ  | 1/8 | 1/16 | Q   | Q3  | Q2  | Q1  |
| Одиночний розряд | 470 | 305 | 185 | 100 | 55  | 1    | 25  | 18  | 13  | 1   |
| Парний розряд    | 470 | 305 | 185 | 100 | 1   | Н/Д  | Н/Д | Н/Д | Н/Д | Н/Д |

## Призові гроші
| Дисципліна       | П        | Ф       | ПФ      | ЧФ      | 1/8     | 1/161  | Q3     | Q2     | Q1   |
| Одиночний розряд | $132,740 | $70,880 | $37,850 | $20,350 | $10,915 | $6,925 | $3,110 | $1,650 | $920 |
| Парний розряд*   | $41,520  | $22,180 | $12,120 | $6,165  | $3,350  | Н/Д    | Н/Д    | Н/Д    | Н/Д  |

1Кваліфаєри отримують і призові гроші 1/16 фіналу.

*на пару

## Учасниці основної сітки в одиночному розряді

### Сіяні пари
| Країна     | Гравчиня           | Рейтинг1 | Сіяна |
| ---------- | ------------------ | -------- | ----- |
| Румунія    | Сімона Халеп       | 4        | 1     |
| Словаччина | Домініка Цібулкова | 6        | 2     |
| Росія      | Світлана Кузнецова | 10       | 3     |
| США        | Вінус Вільямс      | 17       | 4     |
| Росія      | Олена Весніна      | 18       | 5     |
| Італія     | Роберта Вінчі      | 19       | 6     |
| Нідерланди | Кікі Бертенс       | 22       | 7     |
| Росія      | Дарія Касаткіна    | 25       | 8     |

- 1 Рейтинг подано станом на 16 січня 2017.

### Інші учасниці
Нижче наведено учасниць, які отримали вайлдкард на участь в основній сітці:
- Анна Калинська
- Наталія Віхлянцева

Нижче наведено гравчинь, які пробились в основну сітку через стадію кваліфікації:
- Кірстен Фліпкенс
- Елісе Мертенс
- Андреа Петкович
- Стефані Фегеле

Як щасливий лузер в основну сітку потрапили такі гравчині:
- Донна Векич

### Відмовились від участі
До початку турніру
- Барбора Стрицова → її замінила Ана Конюх
- Стефані Фегеле → її замінила Донна Векич

### Знялись
- Юганна Ларссон (травма лівого стегна)

## Учасниці основної сітки в парному розряді

### Сіяні пари
| Країна     | Гравчиня        | Країна    | Гравчиня            | Рейтинг1 | Сіяна |
| ---------- | --------------- | --------- | ------------------- | -------- | ----- |
| Нідерланди | Кікі Бертенс    | Швеція    | Юганна Ларссон      | 53       | 1     |
| Хорватія   | Дарія Юрак      | Швейцарія | Ксенія Нолл         | 88       | 2     |
| Австралія  | Дарія Гаврилова | Франція   | Крістіна Младенович | 89       | 3     |
| Румунія    | Ралука Олару    | Україна   | Ольга Савчук        | 112      | 4     |

- 1 Рейтинг подано станом на 16 січня 2017.

### Інші учасниці
Нижче наведено пари, які отримали вайлдкард на участь в основній сітці:
- Буханко Анастасія Володимирівна /  Ана Конюх

Нижче наведено пари, які отримали місце в основній сітці як заміни:
- Ізабелла Шинікова /  Валерія Страхова

### Відмовились від участі
До початку турніру
- Юганна Ларссон (Left травма стегна)

## Переможниці та фіналістки

### Одиночний розряд
- Крістіна Младенович def    Юлія Путінцева, 6-2, 6-7, 6-4

### Парний розряд
- Олена Остапенко /  Алісія Росольська —  Дарія Юрак /  Ксенія Нолл, 3–6, 6–2, [10–5]